# 福茲 (新澤西州)
福茲（英語：Fords）是位於美國新澤西州米德爾塞克斯縣的普查規定居民點。

## 人口
根據2020年美國人口普查的數據，福茲的面積為4.90平方千米，當中陸地面積為4.89平方千米，而水域面積為0.01平方千米。當地共有人口12941人，而人口密度為每平方千米2,641.02人。